# Popești (gmina Stoenești)
Popești – wieś w Rumunii, w okręgu Vâlcea, w gminie Stoenești. W 2011 roku liczyła 204 mieszkańców.